# المجموعة الفردانية (متقدرة)

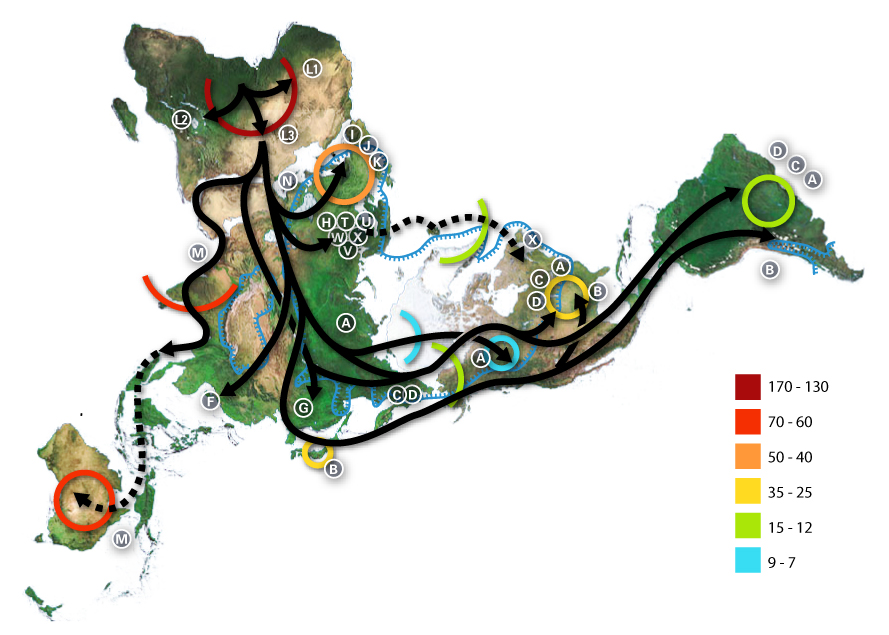
خريطة افتراضية للهجرة البشرية على أساس الدنا المتقدريّ

في علم الوراثة البشري، المجموعة الفردانية هي مجموعة الجينات المتوارثة من طرف واحد - (من الأب أو من الأم). الدراسات المتعلقة بتلك البحوث تأخذ مجموعات الجينات هذه من دنا المتقدرات البشرية. عن طريقها يمكن معرفة تفرع السلالات، وعلى الأخص من جهة الأم؛ لأن المتقدرات (ميتوكوندريون) تورث دائما من الأم فقط، هذا ينطبق على الرجال والنساء، فجميعهم يتوارثون متقدرات خلاياهم من الأم فقط وليس من الأب، لأنها تنشأ من البويضة. هذه الجينات دفعت بعض الباحثين إلى تتبع الوراثة من جهة الأم للإنسان الحديث رجوعا إلى أصول الإنسان في أفريقيا وانتشاره لاحقا في جميع أنحاء العالم.
مجموعات الجينات تلك المعروفة (المجموعات الفردانية) خصصت لها رموز الأحرف التالية:
A,
B,
C,
CZ,
D,
E,
F,
G,
H,
pre-HV,
HV,
I,
J,
pre-JT,
JT,
K,
L0,
L1,
L2,
L3,
L4,
L5,
L6,
L7,
M,
N,
P,
Q,
R,
S,
T,
U,
UK,
V,
W,
X,
Y,
Z.

مراحل هجرة الإنسان من أفريقيا
Homo sapiens (أحمر)
(بني) Neanderthals
Early Hominids (أصفر)
(الأعداد تعطي تاريخ الهجرة بعدد السنين التي سبقت).

المرأة عند الأصل لكل هذه المجموعات هي السلف الأحدث المشترك من جهة الأم (سلالة أنثوية) لكل البشر الذين هم على قيد الحياة. والتي تسميتها المتعارف عليها هي حواء المتقدرية.
الرموز المستخدمة لتعريف مجموعات الجينات المأخودة من دنا المتقدرات هي رموز تبدأ من A إلى Z. وقد سميت بهذه الحروف بحسب تاريخ اكتشافها (طبقا لتتابع الحروف الهجائية الإنجليزية)، فهي لا تعكس العلاقات الجينية الواقعية.
دنا المتقدرة يحدث فيه طفرات مع مرور الزمن وهو معروف بمعدل طفرات جزيئات المتقدرة البشرية، أو ساعة جزيئات المتقدرات. وهي موضوع في البحث العلمي الذي بدأ حاليا، وتبين إحدى الدراسات التي تمت أن طفرة mutation تحدث كل 8000 سنة. هذا يجعل دنا المتقدرة أقل جودة في التأريخ الجيني عن التحليل القائم على
المجموعة الفردانية (صبغي Y) (الرجالي) الذي تحدث فيه طفرة كل 10 سنوات
.

## نشوء السلالات
تحديد السلالات الناشئة بين المجموعات الفردانية المتقدرية البشرية هي موضوع نقاشات أكاديمية.
تأتي قائمة المجموعات الجينية التي تعرّف السلالات البشرية المختلفة من فحوص أجريت على دنا المتقدرات:
| - المجموعة الفردانية L0 - المجموعة الفردانية L0a في - المجموعة الفردانية L0a1 - المجموعة الفردانية L0a2 - المجموعة الفردانية L0d - المجموعة الفردانية L0f في - المجموعة الفردانية L0k في - المجموعة الفردانية L1 - المجموعة الفردانية L1a - المجموعة الفردانية L1b في - المجموعة الفردانية L1c في - المجموعة الفردانية L1e - المجموعة الفردانية L2 في - المجموعة الفردانية L2a - المجموعة الفردانية L2b - المجموعة الفردانية L2c - المجموعة الفردانية L2c2 - المجموعة الفردانية L2d - المجموعة الفردانية L2f - المجموعة الفردانية L3 - المجموعة الفردانية L3a في - المجموعة الفردانية L3b في - المجموعة الفردانية L3d في - المجموعة الفردانية L3e في - المجموعة الفردانية L3e1 - المجموعة الفردانية L3f في - المجموعة الفردانية L3h في - المجموعة الفردانية L3i في - المجموعة الفردانية L4 في - المجموعة الفردانية L5 في - المجموعة الفردانية L6 في - المجموعة الفردانية L7 في - المجموعة الفردانية M* - المجموعة الفردانية N* في - المجموعة الفردانية M1 في - المجموعة الفردانية M1a - المجموعة الفردانية M2 في - المجموعة الفردانية M3 في - المجموعة الفردانية M4 في - المجموعة الفردانية M5 في - المجموعة الفردانية M6 في - المجموعة الفردانية M7 في - المجموعة الفردانية M8 في - المجموعة الفردانية M9 في - المجموعة الفردانية M10 في - المجموعة الفردانية M11 في - المجموعة الفردانية M12 في - المجموعة الفردانية M21 في - المجموعة الفردانية M27 في - المجموعة الفردانية M28 في - المجموعة الفردانية M29 في - المجموعة الفردانية M31 في - المجموعة الفردانية M32 في - المجموعة الفردانية M33 في - المجموعة الفردانية M34 في - المجموعة الفردانية M35 في - المجموعة الفردانية M39 في - المجموعة الفردانية M40 في - المجموعة الفردانية CZ - المجموعة الفردانية C في - المجموعة الفردانية C4 - المجموعة الفردانية Z في - المجموعة الفردانية D - المجموعة الفردانية E - المجموعة الفردانية G في - المجموعة الفردانية Q في - المجموعة الفردانية N1a المتقدرية - المجموعة الفردانية N1b - المجموعة الفردانية N1c - المجموعة الفردانية N9a - المجموعة الفردانية A في - المجموعة الفردانية I في - المجموعة الفردانية R - المجموعة الفردانية R* - المجموعة الفردانية R0 - المجموعة الفردانية R0a - المجموعة الفردانية R1 - المجموعة الفردانية R5 في - المجموعة الفردانية R9b في - المجموعة الفردانية S في - المجموعة الفردانية W في - المجموعة الفردانية X في - المجموعة الفردانية Y في | - المجموعة الفردانية B المتقدرية في - المجموعة الفردانية F في - المجموعة الفردانية pre-JT - المجموعة الفردانية JT - المجموعة الفردانية J في - المجموعة الفردانية J* - المجموعة الفردانية J1 - المجموعة الفردانية J1a - المجموعة الفردانية J1b - المجموعة الفردانية J1b1 - المجموعة الفردانية J2 - المجموعة الفردانية J2a - المجموعة الفردانية J2b - المجموعة الفردانية T - المجموعة الفردانية T* - المجموعة الفردانية T1 في - المجموعة الفردانية T2 في - المجموعة الفردانية T3 - المجموعة الفردانية T4 - المجموعة الفردانية T5 - المجموعة الفردانية P في - المجموعة الفردانية UK - المجموعة الفردانية U في - المجموعة الفردانية K - المجموعة الفردانية K1 في - المجموعة الفردانية K2 في - المجموعة الفردانية U1 - المجموعة الفردانية U1a - المجموعة الفردانية U1b - المجموعة الفردانية U2 - المجموعة الفردانية U2e - المجموعة الفردانية U3 - المجموعة الفردانية U4 - المجموعة الفردانية U5 - المجموعة الفردانية U5a - المجموعة الفردانية U5a* - المجموعة الفردانية U5a1 - المجموعة الفردانية U5a1* - المجموعة الفردانية U5a1a - المجموعة الفردانية U5b - المجموعة الفردانية U5b* - المجموعة الفردانية U5b1 - المجموعة الفردانية U5b2 - المجموعة الفردانية U6 - المجموعة الفردانية U6a* - المجموعة الفردانية U6a1 - المجموعة الفردانية U6b - المجموعة الفردانية U7 - المجموعة الفردانية U8 - المجموعة الفردانية pre-HV - المجموعة الفردانية pre-HV1 - المجموعة الفردانية pre-HV2 - المجموعة الفردانية HV في - المجموعة الفردانية HV* - المجموعة الفردانية HV1 - المجموعة الفردانية H - المجموعة الفردانية H* - المجموعة الفردانية H1 في - المجموعة الفردانية H1* - المجموعة الفردانية H1a - المجموعة الفردانية H1a1 - المجموعة الفردانية H1b - المجموعة الفردانية H1f - المجموعة الفردانية H2 في - المجموعة الفردانية H2* - المجموعة الفردانية H2a - المجموعة الفردانية H2a1 - المجموعة الفردانية H2b - المجموعة الفردانية H3 في - المجموعة الفردانية H4 في - المجموعة الفردانية H4a - المجموعة الفردانية H5 في - المجموعة الفردانية H5a - المجموعة الفردانية H5a1 - المجموعة الفردانية H6 في - المجموعة الفردانية H6a - المجموعة الفردانية H6a1 - المجموعة الفردانية H6b - المجموعة الفردانية H7 في - المجموعة الفردانية H8 في - المجموعة الفردانية H9 في - المجموعة الفردانية H10 في - المجموعة الفردانية H11 في - المجموعة الفردانية H11a - المجموعة الفردانية H12 في - المجموعة الفردانية H13 في - المجموعة الفردانية H14 في - المجموعة الفردانية H15 في - المجموعة الفردانية H16 في - المجموعة الفردانية H21 في - المجموعة الفردانية V في |

### شكل الجدول
| تفرعات مجموعات جينات الدنا الميتوكوندري البشري (mtDNA) |                    |    |    |   |   |  |   |   |        |        |   |        |        |   |   |    |    |    |    |    |    |    |     |   |  |  |
|                                                        |                    |    |    |   |   |  |   |   |        |        |   |        |        |   |   |    |    |    |    |    |    |    |     |   |  |  |
|                                                        | حواء الميتوكوندرية |    |    |   |   |  |   |   |        |        |   |        |        |   |   |    |    |    |    |    |    |    |     |   |  |  |
| \|                                                     |                    |    |    |   |   |  |   |   |        |        |   |        |        |   |   |    |    |    |    |    |    |    |     |   |  |  |
| L0                                                     | L0                 |    |    |   |   |  |   |   |        |        |   | L1     | L1     |   |   |    |    |    |    |    |    |    |     |   |  |  |
|                                                        |                    | L2 | L2 |   |   |  |   |   | L3     | L3     |   |        |        |   |   |    | L4 | L4 | L5 | L5 | L6 | L6 | L7  |   |  |  |
|                                                        |                    |    |    | M |   |  |   |   |        |        |   |        |        |   | N |    |    |    |    |    |    |    |     |   |  |  |
|                                                        | CZ                 | D  | E  | G | Q |  |   |   |        |        | R |        |        |   |   |    |    | A  | S  | Y  |    |    | IWX |   |  |  |
| C                                                      | Z                  |    |    |   |   |  | B | F | pre-HV | pre-HV |   | pre-JT | pre-JT | P | P | UK |    |    |    |    |    | I  | W   | X |  |  |
|                                                        |                    |    |    |   |   |  |   |   | HV     | HV     |   | JT     | JT     |   |   | U  | K  |    |    |    |    |    |     |   |  |  |
|                                                        |                    |    |    |   |   |  |   |   | H      | V      |   | J      | T      |   |   |    |    |    |    |    |    |    |     |   |  |  |

يعتمد هذا التنوع الذي يبديه هذا الجدول لالمجموعات الفردانية المتقدرات المتسلسلة عبر الأجيال على معدل الطفرات التي حدثت في مجموعات الجينات المأخودة من المتقدرات عبر الزمان وبالتالي عبر الأجيال.
فنظرا لأن دنا المتقدرات تكون متوارثة عن الأم، فهي تختلف من شخص إلى شخص عن طريق الطفرات التي حدثت في جينات المتقدرات وتراكمت عبر أجيال طويلة منذ تفرعت من حواء المتقدرية. هذا التنوع في المتقدرات الموروثة عن الأم، منذ حواء المتقدرية يعطيها الجدول أعلاه.

أما تحليل الجينات المأخودة من الرجال وحدهم وتسلسلها عبر الأجيال فيعتمد الباحثون على جينات صبغي Y لآدم، وآدم هو الإنسان العاقل Homo sapien sapien الأول الذي تفرعت منه سلالات البشر طبقا للدراسات. إلى جانب ما يتوارثه الإنسان من متقدرات عن أمه فهو يتوارث دنا النواة من أبيه وأمه. وتحليل التسلسل عن الآباء فهو يتم عن طريق تحليل صبغي واي المتوارث من الأب فقط.

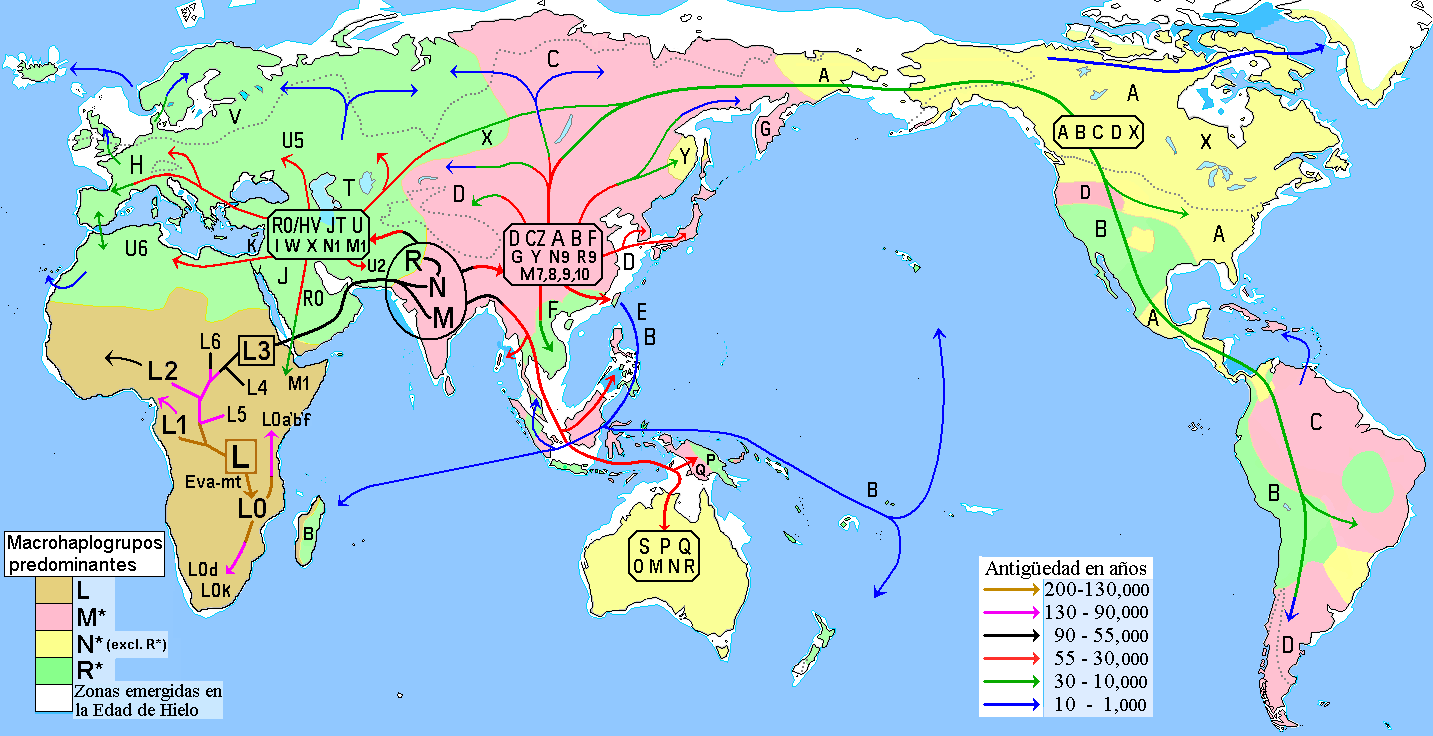
نشأة الإنسان العاقل قبل 200.000 - 135.000 سنة وانتشار سلالاته بعد ذلك في جميع بقاع الأرض.

## اقرأ أيضا
- المجموعة الفردانية L0
- المجموعة الفردانية Y-DNA) L)
- المجموعة الفردانية A المتقدرية
- المجموعة الفردانية L1 المتقدرية
- المجموعة الفردانية N1a المتقدرية
- المجموعة الفردانية B المتقدرية
- مجموعات المجموعات الفردانية Y-DNA في سكان الشرق الأوسط
- قائمة الجينات البشرية